# Österreichische Alpine Skimeisterschaften 1956
Die Alpinbewerbe der Österreichischen Skimeisterschaften 1956 fanden vom 16. bis zum 19. Februar in Lienz statt. Zugleich wurden auch die Meister in den nordischen Disziplinen gekürt.

## Herren

### Abfahrt
| Platz | Name              | Zeit       |
| ----- | ----------------- | ---------- |
| 01    | Andreas Molterer  | 2:02,9 min |
| 02    | Ernst Hinterseer  | 2:04,3 min |
| 03    | Mathias Leitner   | 2:06,9 min |
| 04    | Egon Zimmermann   | 2:07,1 min |
| 05    | Ernst Oberaigner  | 2:07,4 min |
| 06    | Othmar Schneider  | 2:07,5 min |
| 07    | Josef Rieder      | 2:07,6 min |
| 08    | Gebhard Hilbrand  | 2:08,4 min |
| 09    | Hermann Petter    | 2:10,0 min |
| 10    | Johann Klappacher | 2:11,1 min |

Datum: 18. Februar 1956

Ort: Lienz

Streckenlänge: 1950 m

Tore: 64
Aufgrund des schlechten Pistenzustandes wurde statt eines Abfahrtslaufes ein zweiter Riesenslalom gefahren, der als Abfahrt gewertet wurde.

### Riesenslalom
| Platz | Name             | Zeit       |
| ----- | ---------------- | ---------- |
| 1     | Andreas Molterer | 1:39,6 min |
| 2     | Ernst Oberaigner | 1:39,7 min |
| 3     | Ernst Hinterseer | 1:39,9 min |
| 4     | Egon Zimmermann  | 1:41,2 min |
| 5     | Mathias Leitner  | 1:42,5 min |
| 6     | Othmar Schneider | 1:43,1 min |
| 7     | Josef Rieder     | 1:43,2 min |
| 8     | Gebhard Hilbrand | 1:43,4 min |

Datum: 17. Februar 1956

Ort: Lienz

Tore: 63

### Slalom
| Platz | Name              | Zeit       |
| ----- | ----------------- | ---------- |
| 01    | Ernst Oberaigner  | 2:05,5 min |
| 02    | Ernst Hinterseer  | 2:07,6 min |
| 03    | Mathias Leitner   | 2:09,5 min |
| 04    | Othmar Schneider  | 2:09,9 min |
| 05    | Toni Mark         | 2:11,6 min |
| 06    | Gebhard Hilbrand  | 2:11,9 min |
| 07    | Egon Zimmermann   | 2:13,7 min |
| 08    | Karl Lammer       | 2:13,9 min |
| 09    | Johann Klappacher | 2:17,5 min |
| 10    | Max Huemer        | 2:19,9 min |

Datum: 19. Februar 1956

Ort: Lienz

### Kombination
Die Kombination setzt sich aus den Ergebnissen von Slalom, Riesenslalom und Abfahrt zusammen.
| Platz | Name              | Punkte |
| ----- | ----------------- | ------ |
| 01    | Ernst Hinterseer  | 02,63  |
| 02    | Ernst Oberaigner  | 03,66  |
| 03    | Mathias Leitner   | 08,05  |
| 04    | Othmar Schneider  | 09,29  |
| 05    | Egon Zimmermann   | 09,63  |
| 06    | Gebhard Hilbrand  | 11,47  |
| 07    | Josef Rieder      | 16,13  |
| 08    | Toni Mark         | 16,45  |
| 09    | Johann Klappacher | 19,70  |
| 10    | Hermann Petter    | 22,57  |

## Damen

### Abfahrt
| Platz | Name                    | Zeit       |
| ----- | ----------------------- | ---------- |
| 01    | Trude Klecker           | 1:59,2 min |
| 02    | Hilde Hofherr           | 1:59,9 min |
| 03    | Josefa Frandl           | 2:04,0 min |
| 04    | Dorothea Hochleitner    | 2:05,5 min |
| 05    | Kathi Hörl              | 2:06,2 min |
| 06    | Elisabeth Mittermayer   | 2:09,3 min |
| 07    | Regina Schöpf           | 2:09,6 min |
| 08    | Herlinde Beutlhauser    | 2:11,9 min |
| 09    | Anneliese Schuh-Proxauf | 2:13,7 min |
| 10    | Ilse Schickl            | 2:14,3 min |

Datum: 18. Februar 1956

Ort: Lienz

Streckenlänge: 1950 m, Höhendifferenz: 510 m

Tore: 20

### Riesenslalom
| Platz | Name                    | Zeit       |
| ----- | ----------------------- | ---------- |
| 1     | Dorothea Hochleitner    | 1:53,2 min |
| 2     | Hilde Hofherr           | 1:54,0 min |
| 3     | Trude Klecker           | 1:54,1 min |
| 4     | Ilse Schickl            | 1:59,5 min |
| 5     | Josefa Frandl           | 1:59,9 min |
| 6     | Elisabeth Mittermayer   | 2:00,1 min |
| 7     | Resi Tomandl            | 2:00,7 min |
| 8     | Anneliese Schuh-Proxauf | 2:01,4 min |
| 9     | Regina Schöpf           | 2:01,6 min |
|       | Kathi Hörl              | 2:01,6 min |

Datum: 16. Februar 1956

Ort: Lienz

### Slalom
| Platz | Name                    | Zeit       |
| ----- | ----------------------- | ---------- |
| 1     | Regina Schöpf           | 1:45,3 min |
| 2     | Dorothea Hochleitner    | 1:45,5 min |
| 3     | Trude Klecker           | 1:46,9 min |
| 4     | Elisabeth Mittermayer   | 1:47,7 min |
| 5     | Ilse Schickl            | 1:48,8 min |
| 6     | Anneliese Schuh-Proxauf | 1:49,9 min |
| 7     | Kathi Hörl              | 1:50,6 min |
| 8     | Resi Tomandl            | 1:52,2 min |

Datum: 17. Februar 1956

Ort: Lienz

### Kombination
Die Kombination setzt sich aus den Ergebnissen von Slalom, Riesenslalom und Abfahrt zusammen.
| Platz | Name                    | Punkte |
| ----- | ----------------------- | ------ |
| 01    | Trude Klecker           | 01,81  |
| 02    | Dorothea Hochleitner    | 05,31  |
| 03    | Regina Schöpf           | 14,73  |
| 04    | Elisabeth Mittermayer   | 15,09  |
| 05    | Kathi Hörl              | 15,74  |
| 06    | Josefa Frandl           | 15,76  |
| 07    | Ilse Schickl            | 19,54  |
| 08    | Anneliese Schuh-Proxauf | 21,24  |
| 09    | Grete Haslauer          | 26,36  |
| 10    | Resi Tomandl            | 27,05  |